# Thugs Are Us
Thugs Are Us – czwarty studyjny album amerykańskiego rapera Tricka Daddy’ego, wydany 20 marca, 2001 roku w Slip-N-Slide Records. Singiel „I'm a Thug” uplasował się na 17. miejscu w Stanach Zjednoczonych. Album został zatwierdzony jako platyna przez RIAA.
Thugs Are Us uplasował się na 4. miejscu Billboard 200, oraz na 2. miejscu Top R&B/Hip-Hop Albums.

## Lista utworów
1. "Intro" – 0:33
2. "I'm a Thug" – 4:14
3. "Where U From" – 4:53
4. "Noodle" – 3:35
5. "Take It To Da House" (feat. Trina & The Slip-N-Slide Express) – 3:46
6. "Thump in the Trunk" (Skit) – 1:12
7. "Can't Fuck With the South (Feat. JV)" – 3:58
8. "Survivin' the Drought" – 3:47
9. "Pull Over [Remix]" – 3:31
10. "Have My Cheese" – 2:54
11. "Bricks & Marijuana(feat. Kase of Lost Tribe)" – 4:07
12. "N Word" – 3:08
13. "99 Problems (feat. Money Mark Diggla)" – 3:04
14. "For All My Ladies" – 3:23
15. "The Hotness" – 4:32
16. "Somebody Shoulda Told Ya" – 3:51
17. "Amerika (feat. Society)" – 4:23
18. "Duece Poppi Snippet (Duece Poppi)" – 3:42